# Maglehem
Maglehem is een plaats in de gemeente Kristianstad in het Zweedse landschap Skåne en de provincie Skåne län. De plaats heeft 163 inwoners (2005) en een oppervlakte van 40 hectare.

## Verkeer en vervoer
Bij de plaats loopt de Riksväg 19.
De plaats had vroeger een station aan de Östra Skånes Järnvägar.